# Pacy Ménilles Racing Club
Pour les articles homonymes, voir PMRC.
Maillots
Actualités
Pacy Ménilles Racing Club est un club français de football fondé en 1932, basé à Pacy-sur-Eure. Le club évolue pour la saison 2023-2024 en Régional 1 Normandie.

## Historique
Fondé en 1932 sous le nom de Télé-Ménilles Sports, le club corpo issu de la société Télémécanique implantée notamment à Ménilles puis Pacy-sur-Eure, est rebaptisé Entente sportive de la Vallée d'Eure le 27 juin 1963. 
En 1998, le club est promu en National, le 3e échelon national, et devient Pacy Vallée d'Eure Football. En 2011, il est relégué administrativement en CFA par la DNCG et décide de ne pas faire appel de la décision. 
L'année suivante, malgré son maintien sportif en CFA, le club dépose le bilan et repart sous son nom actuel en DH Normandie.
En 2017, il remonte dans le nouveau championnat de National 3. Après deux maintiens acquis en 2018 et 2019, le PMRC est rétrogradé en Régional 1 en 2020, alors que le championnat est arrêté avant son terme pour cause de Covid.

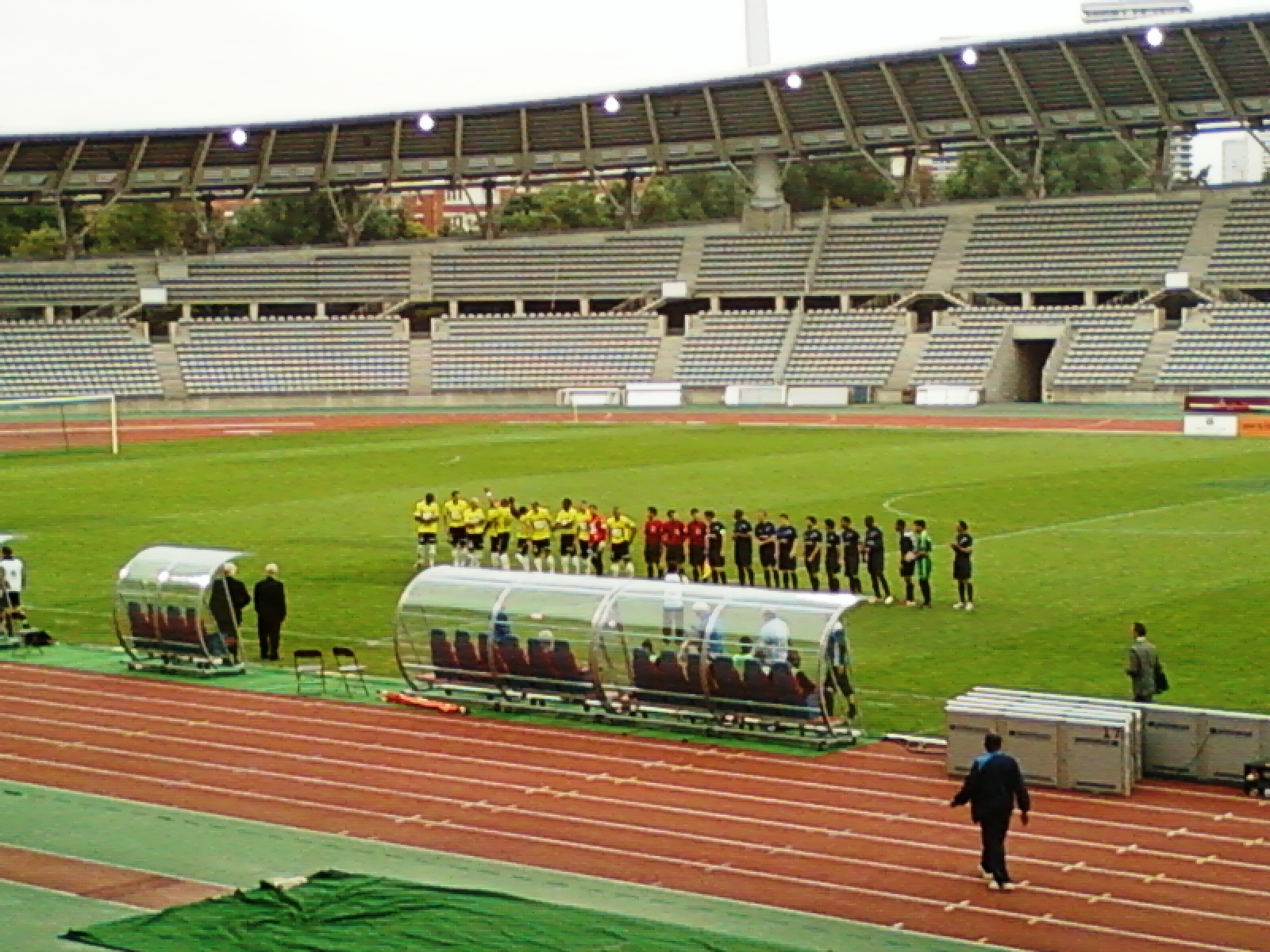
L'équipe (en jaune) lors du match contre Paris FC du 6 mai 2011 au Stade Charléty.
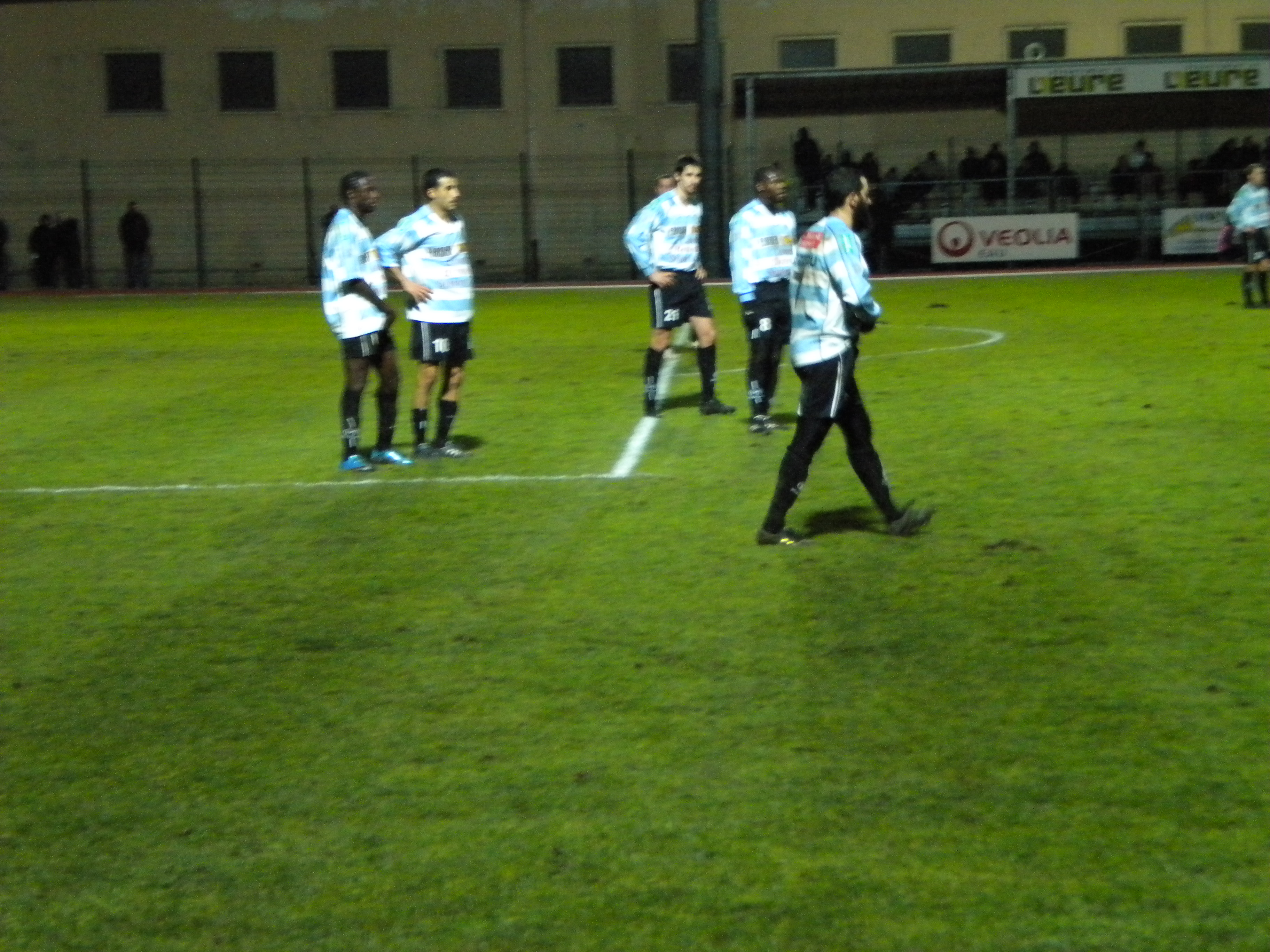
Scène de match en 2010.

## Palmarès
- Champion de PH Normandie : 1990
- Champion de DHR Normandie : 1992
- Champion de DH Normandie : 1994
- Champion de Nationale 3 : 1996
- Champion de Nationale 2 : 1998
- Champion de CFA Groupe A: 2008
- 6 saisons passées en 3e division de 1998 à 2001 et de 2008 à 2011
- 32e de finale de la Coupe de France en, 1996 (Montpellier), 2000 (Metz) et en 2001 (Nantes)

## Identité

### Logos

Ancien logo.
Logo actuel.

## Personnalités du club

### Joueurs emblématiques
- David Bechkoura
- Jean-Charles Denoyers
- Sébastien Larcier
- Jérome Morel
- Olivier Hameau
- Jawad El Hajri
- Hervé Tum
- Daouda Jabi
- Yoan Montanier
- Christophe Meslin
- Patrick Bisson
- Richard Akiana
- Dominique Sylva
- Chérif Oudjani
- Sébastien Cuvier
- Thierry Bazire
- Jean-Philippe Ruel
- Christophe Mittre
- Yassin El-Azzouzi
- Gaël Angoula
- Romain Thomas
- Yoan Foubert

### Entraîneurs
- Laurent Hatton (1988 - 2001)
- Thierry Desportes (2001- Déc 2002)
- Laurent Fournier (Déc 2002-2003)
- Chérif Oudjani (2003-2004)
- Christophe Canteloup (2004-2006)
- Yves Brécheteau (2006-2007)
- Laurent Hatton   (2007-2011)
- Bernard Bouger (2011-Août 2011)
- Gaëtan Hardouin (Sept 2011-2012)

## Infrastructure

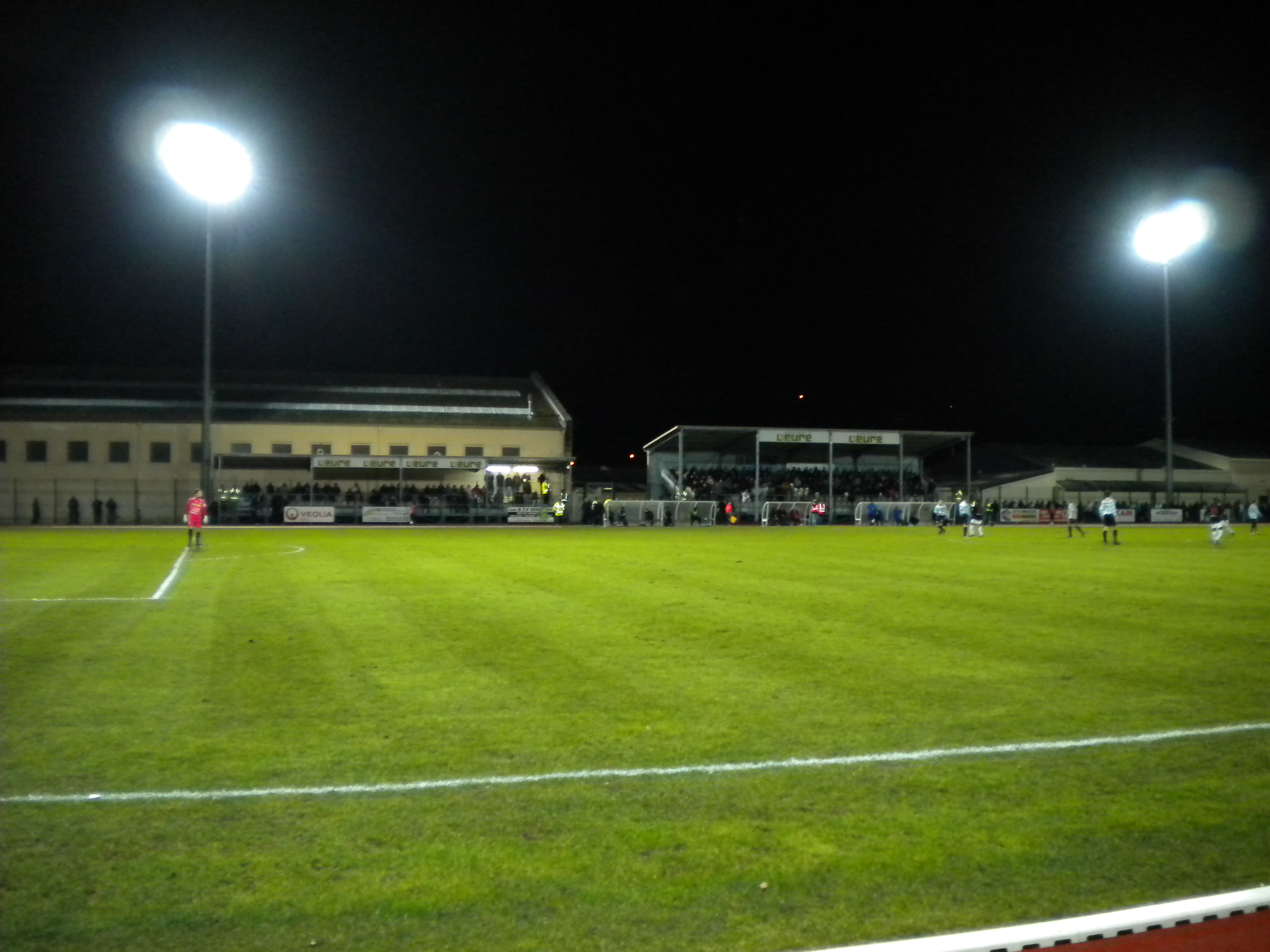
Le stade Pacy-Ménilles.

Le club est résident du stade Pacy-Ménilles, enceinte omnisports située à Ménilles. 
Il est inauguré en 1950 et accueille principalement les rencontres de football du club. Il compte 2 000 à 2 200 places, dont 450 assises,.

## Les supporters
Il existe dans les années 2000 un groupe de supporters : les Pacyfix. Un kop de supporters s'est reformé dans une des tribunes latérales. En 2006 une association baptisée Les Indépendants de Pacy voit le jour avec un site internet. Elle assiste aux matchs dans la tribune Latérale Ouest.